# ساشين (باد كاليه)
ساشين، باد كاليه (بالفرنسية: Sachin, Pas-de-Calais)‏ هي بلدية تقع في إقليم باد كاليه من منطقة نور با دو كاليه في شمال فرنسا. تبلغ مساحة هذه المدينة 5.9 (كم²)، وترتفع عن سطح البحر 108 م، يبلغ عدد سكانها 250 نسمة حسب إحصاء المعهد الوطني للإحصاء والدراسات الاقتصادية سنة 2009 م. وترأس Jean-Marie Leleu البلدية خلال فترة (2008-2014).